# Torri Higginson
Sarah Victoria "Torri" Higginson, född den 6 december, 1969 i Burlington, Ontario, är en prisbelönt, kanadensisk skådespelerska. 
Higginson flyttade vid arton års ålder till Storbritannien där hon studerade skådespeleri vid Guildhall School of Music and Drama. År 1999 ledde hennes tillgivenhet gentemot skådespeleri till huvudrollen i den kanadensiska TV-serien Deep in the City. Torris prestationer belönades därefter med en Gemini Award, ett av Kanadas mest prestigefyllda pris för skådespelare, med utmärkelsen "Best Performace by an Actress in a Continuing Leading Dramatic Role".
I Sverige och övriga delar av världen är Higginson kanske mest känd för sina roller som Beth Kittridge i TV-franchisen TekWar och som Dr. Elizabeth Weir i den kanadensisk-amerikanska science fiction-serien Stargate Atlantis. År 2010 hade skådespelerskan huvudrollen i katastroffilmen Stonehenge Apocalypse.
Torri Higginson ses idag som en av Kanadas största skådespelare.

## Karriär

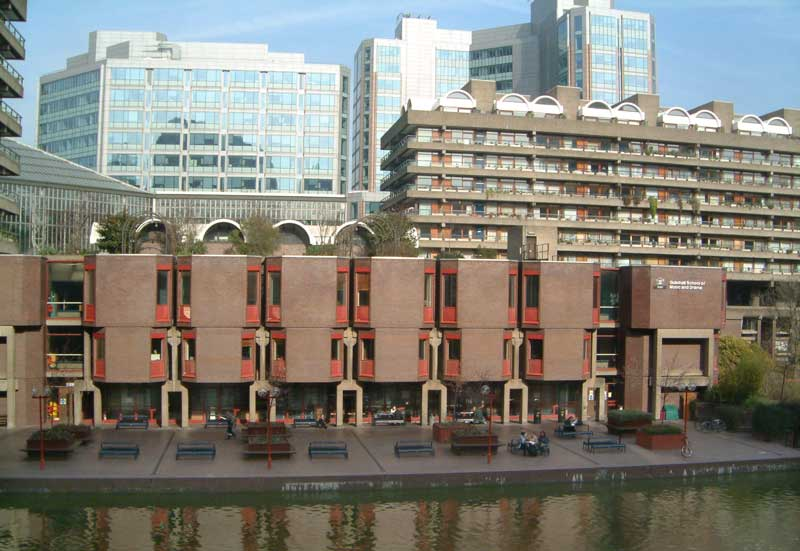
Torri studerade vid Guildhall School of Music and Drama

### Uppväxt
Torri Higginson föddes i december 1969 i Burlington, Ontario och är den äldsta av tre syskon i familjen. Higginsons lillebror, Luke Higginson, är numera frontfigur för det Toronto-stationerade indie-rockbandet Debaser. Under unga år ville Torri bli optometrist men fick sedan upp ögonen för skådespeleri och flyttade därför vid 18 års ålder till Storbritannien för att fullfölja sin dröm som skådespelare. Där studerade Higginson vid musik- och teaterhögskolan Guildhall School of Music and Drama.

### 1991-2001:Karriärstart & genombrott
År 1991 debuterade Torri i den kanadensiska TV-rutan med en roll som Suzanna i den 23-minuter långa filmen The Photographer's Wife regisserad av Maria Armstrong och henne själv. Filmen skapades av ett Nederländskt företag som uppmuntrade unga filmregissörer. Efter en rad småroller i olika TV-produktioner introducerades skådespelerskan för science fiction-publiken med en roll som den attraktiva unga forskaren Beth Kittridge i TV-filmerna TekWar, TekWar: TekLords och TekWar: TekJustice samt den efterföljande TV-serien TekWar (1995). TV-franchisen baserades på novellerna av William Shatner och hyllades med flera priser och uppskattades av science fiction fans. I filmerna som släpptes under 1994 spelade Torri en av huvudrollerna men i den efterföljande serien deltog hon i endast fyra av de 18 avsnitten. Följande år sågs Torri som en av huvudpersonerna, Samantha 'Sammy' Woods, i thriller-filmen Jungleground.
Efter att ha fått en roll i den niofaldigt Academy Award-vinnande romantiska-dramakomedin Den engelske patienten fick nu Higginson större jobb, bland annat i Memory Run (1996), Airborne (1998), Family of Cops III (1999) samt mini-serien av Stephen King, Storm of the Century (1999). Genombrottet kom med huvudrollen som advokaten Katharine Strachan Berg i TV-serien Deep in the City (1999-2000). Higginsons insats belönades med en Gemini Award med utmärkelsen "Best Performace by an Actress in a Continuing Leading Dramatic Role" år 2001.

### 2002-2009:Filmroller & Stargate

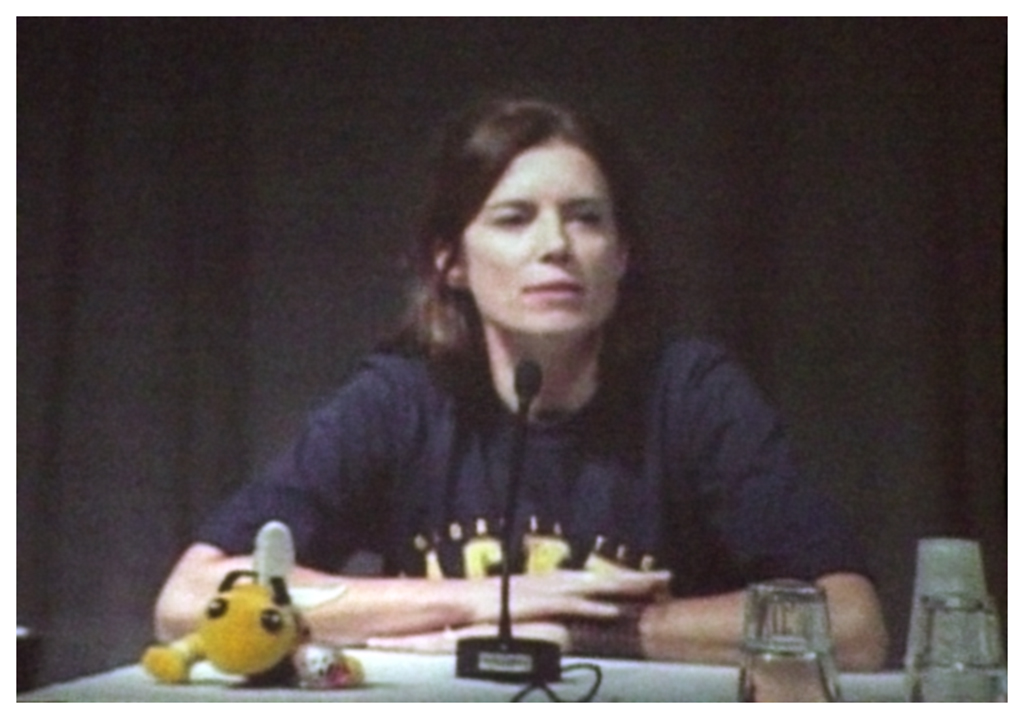
Torri Higginson vid Dragon Con, 2006

Följande år medverkade Torri i en rad småfilmer, däribland Autopsy Room Four som Dr. Katie Arlen, Crust som Alice och i Intent som kriminalpolis Jessica Cavallo. Hon fick sedan en huvudroll i science fiction serien Stargate Atlantis (2004-2009). Där porträtterade Torri den attraktiva, begåvade och sympatiska forskaren Dr. Elizabeth Weir. Weirs fiktiva karriär började som politisk militäraktivist och ansåg att det bästa sättet att stoppa vapenindustrin var att stoppa världens behov av den. Hon sattes som ledare för Atlantis-expeditionen av USA:s president. Efter att Higginson hade haft rollen under tre säsonger av serien ansåg dess skapare att rollkaraktären Dr. Weir borde lämna serien och därefter ha en återkommande roll. På grund av meningsskiljaktigheter beslutade Torri att istället lämna serien helt; "Sista dagen av filmandet för säsong tre kallades jag upp till kontoret där jag meddelades att min roll därefter skulle bli 'återkommande'." Berättade Higginson i en radiointervju och fortsatte; "Jag tycker att de hanterade situationen ovärdigt och blev lite chockad och upprörd."
Trots protester från besvikna fans skapade Stargate-regissörerna en storyline där Dr. Weir omkom. Vid en intervju senare uppskattade skådespelerskan stödet från fans och "Stargate-anhängare" men uttryckte sin önskan att få "gå vidare" som huvudorsak bakom beslutet.
"Jag är glad och rörd över att tittarna berördes och föll för henne [Dr. Weir], det betydde mycket för mig."

### 2010-framåt
Den 12 juni 2010, hade den amerikansk-kanadensiska TV-filmen Stonehenge Apocalypse premiär i USA. I filmen spelade Torri Higginson huvudrollen som forskaren Dr. Kaycee Leeds. Filmens handling bygger på att Stonehenge har börjat att röra på sig vilket får katastrofala följder. Filmen blev en tittarsuccé med över 2,14 miljoner tittare. Kritiker drog positiva paralleller med filmen 2012 och TV-bolaget, Syfy, rankades som det tredje största i USA under kvällen som Stonehenge Apocalypse sändes tack vare sin stora publik.
Mycket lite har sagts om Higginson och kommande arbeten men skådespelerskan har själv uttryckt sin önskan att få vara mer involverad i den skrivande och skapande processen i framtiden.

## Privatliv
Torri Higginson har varit romantiskt involverad med John Kastner från det kanadensiska rockbandet Doughboys. Higginson bor och arbetar i Los Angeles, USA. På sin fritid deltar hon i en mängd välgörenhetsorganisationer som Food On Foot en organisation som förser fattiga och hemlösa med mat, kläder och annan assistans. Torri, som själv har en hund vid namn Paloma Sedgewick Saddie Street, är även delaktig i djur-terapiprogrammet Create A Smile en nationsvidd organisation som använder sig av människans och djurets band som ett terapeutiskt redskap för att hjälpa patienter att återhämta sig från en variation av psykiska och psykologiska skador. 

## Filmografi
| År        | Titel                                     | Roll                          | Noteringar / priser                                                                                                   |
| --------- | ----------------------------------------- | ----------------------------- | --- |
| 1991      | The Photographer's Wife                   | Suzanna                       | Kortfilm |
| 1992      | The Women of Windsor                      | Gwen                          | TV-film |
| 1993      | Family Pictures                           | Liddie                        | TV-film |
| 1994      | TekWar                                    | Beth Kittridge                | TV-film |
| 1994      | TekWar: TekLords                          | Beth Kittridge                | TV-film |
| 1994      | TekWar: TekJustice                        | Beth Kittridge                | TV-film |
| 1995      | Jungleground                              | Samantha 'Sammy' Woods        | Långfilm |
| 1995      | When the Bullet Hits the Bone             | Allison Doherty               | Långfilm |
| 1996      | Memory Run                                | Kristen                       | Långfilm |
| 1996      | Den engelske patienten                    | Mary                          | Långfilm |
| 1997      | Double Take                               | Peggy                         | Långfilm |
| 1997      | The Absolute Truth                        |                               | TV-film |
| 1997      | Balls Up                                  | Jenny                         | TV-film |
| 1998      | Airborne                                  | Sara Gemmel                   | Långfilm |
| 1999      | Family of Cops III                        | Caroline Chandler             | TV-film |
| 1999      | Storm of the Century                      | Angela Carver                 | Mini-serie |
| 2000      | Rats                                      | Nancy                         | Långfilm |
| 2001      | Turning Paige                             | Sheila Newlands               | Långfilm |
| 2001      | Twas the Night                            | Abby Wrigley                  | TV-film |
| 2003      | Autopsy Room Four                         | Dr. Katie Arlen               | Kortfilm |
| 2003      | Crust                                     | Alice                         | Kortfilm |
| 2003      | Intent                                    | Kriminalpolis Jessica Cavallo | Kortfilm |
| 2005      | Irish Eyes                                | Lorraine Healey               | Långfilm |
| 2006      | Save My Soul                              | Terra                         | Långfilm |
| 2007      | You, Me, Love                             |                               | Långfilm |
| 2009      | Smile of April                            |                               | Långfilm |
| 2010      | The Cult                                  | Evelyn                        | TV-film |
| 2010      | Stonehenge Apocalypse                     | Kaycee                        | TV-film |
| TV-Serier |                                           |                               | |
| År        | Serie                                     | Roll                          | Noteringar / priser                                                                                                   |
| 1992      | Forever Knight                            | Erica                         | 1 avsnitt "Last Act"                                                                                                  |
| 1993      | E.N.G.                                    | Madeline Shannon              | 1 avsnitt "The Good Samaritan"                                                                                        |
| 1994      | Counterstrike                             | Susan Kimberly                | 1 avsnitt "Clearcut"                                                                                                  |
| 1994      | TekWar: The Series                        | Beth Kittridge                | 1994-1995 |
| 1997      | Psi Factor: Chronicles of the Paranormal  | Blythe Hall                   | 1 avsnitt |
| 1998      | Highlander: The Raven                     | Claudia Hoffman               | 1 avsnitt "Reborn" |
| 1999      | The Outer Limits                          | Alyssa Selwyn                 | 1 avsnitt "The Heaven"                                                                                                |
| 1999      | Deep in the City                          | Katharine Strachan            | 1999-2000 Vann: Gemini Award för "Best Performance by an Actress in a Continuing Leading Dramatic Role for: The City" |
| 2001      | Canada: A People's History                |                               | 2 avsnitt "From Sea to Sea" & "The Great Enterprise"                                                                  |
| 2002      | Bliss                                     | Kate                          | 1 avsnitt "Valentine's Day in Jail"                                                                                   |
| 2002      | Stone Undercover                          | Aurora 'Isabelle' MacDonald   | 2 avsnitt "Dead Dog Rain" del 1 & 2                                                                                   |
| 2004      | Stargate SG-1                             | Dr. Elizabeth Weir            | 3 avsnitt 2004-2006                                                                                                   |
| 2004      | Preview to Atlantis                       | Som sig själv                 | |
| 2004      | From Stargate to Atlantis: Sci Fi Lowdown | Som sig själv                 | |
| 2004      | Stargate Atlantis                         | Dr. Elizabeth Weir            | 2004-2007 Nominerad: Saturn Award för "Best Supporting Actress on Television: Stargate Atlantis"                      |
| 2007      | NCIS                                      | Dr. Jordan Hampton            | 2 avsnitt "Identity Crisis" & "Broken Bird"                                                                           |
| 2008      | Eleventh Hour                             | Alex                          | 1 avsnitt "Titans" |
| 2010      | The Whole Truth                           | Judge Jerue                   | 1 avsnitt "Judicial Discretion"                                                                                       |
| 2011      | Chase                                     | Sandra                        | 1 avsnitt "Father Figure"                                                                                             |
| 2011      | Criminal Minds: Suspect Behavior          | Karen Martin                  | 1 avsnitt "See No Evil"                                                                                               |

### Trivia
- Innan hon fick sin roll i Stargate gav skaparna henne alla DVD:er av serien så att hon kunde lära sig om den.
- Hon omfamnar inte kändisskap.
- Torris passion är att läsa böcker, lyssna på musik och resa.
- Torri är 174 cm lång
- Hon har adopterat en övergiven hund vid namn Paloma Sedgewick Saddie Street men förkortar vanligen namnet till bara "Sedge".